# Frans Mijnssen
François Henri Jacques Mijnssen (Amsterdam, 18 februari 1872 - Baarn, 20 januari 1954) was een Nederlands toneelschrijver, maecenas en assuradeur.

## Levensloop
Frans Mijnssen was lid van de familie Mijnssen en het enige kind van assuradeur Cornelis Jacobus Bernardus Mijnssen (1844-1928) en WiIhelmina Augusta Carolina van der Breggen (1852-1930). Hij bezocht in zijn geboortestad de lagere school en de handelsschool. In de jaren 1892-1893 nam zijn eigen literaire loopbaan een aanvang. Zowel onder het pseudoniem K.W. van Rijnswaerde als onder zijn eigen naam publiceerde hij artikelen over toneelkunst in de tijdschriften Het Tooneel en De Portefeuille. In De Nieuwe Gids van december 1894 vindt men zijn literaire debuut: gedichten die sterk door Willem Kloos beïnvloed zijn.
Nadat hij de handelsschool had afgerond vertrok hij voor een jaar naar Algerije, samen met de Amsterdamse kunstschilder August Legras. Daarna verbleef hij enige tijd in Parijs, alvorens zijn loopbaan in de wereld van zijn vader te zoeken: het verzekeringswezen. In 1897 was hij de mede-oprichter van de verzekeringsmaatschappij Providentia, waar hij werkzaam bleef tot 1937, het jaar waarin hij de zaak overdroeg aan zijn zoon.
Onder invloed van politicus P.L. Tak ontplooide hij in de negentiger jaren steunverlenende activiteiten voor de Sociaal-Democratische Arbeiderspartij. Hij werd bestuurslid van de vrijdenkersvereniging De Dageraad. Mede doordat hij zich in zijn jonge jaren bezig hield met schilderen en tekenen trad hij toe tot het bestuur van de vereniging Kunst aan het Volk.
Vanaf 1900 verdiepte hij zich meer en meer in de vernieuwing van het toneel. Hij schreef er vele artikelen over. Daarnaast schreef hij zelf verschillende toneelstukken. Hij publiceerde veelal bij de Bussumse uitgever C.A.J. van Dishoeck van wie hij na diens overlijden ook het levensbericht schreef. Ook was hij veelvuldig bestuurslid in literaire clubs, jurylid van literaire prijzen en anderszins op bestuurlijk niveau actief in de literaire wereld. Hij heeft gedurende zijn leven veel van de auteurs die hij een warm hart toedroeg, ook in financiële zin ondersteund. Omdat hij vanuit zijn bescheiden persoonlijkheid niet wenste dat er veel aandacht was voor zijn financiële ondersteuning aan literatoren, is dit aspect in de literatuurgeschiedenis van die periode sterk onderbelicht gebleven.
In 1902 trouwde hij met Marguerite Gertrude Cochius (1882-1937) met wie hij twee kinderen kreeg; een van hun kleinzoons was Hein Mijnssen, raadsheer in de Hoge Raad en hoogleraar aan de Erasmus Universiteit Rotterdam.

## Gepubliceerde brieven
- Gastheer van de kunst. De briefwisseling Dr. P.H. Ritter Jr. - Frans Mijnssen (1904-1951) (bezorgd en van aantekeningen voorzien door Jan. J. van Herpen). Hilversum, 2001.